# アルブレヒト・フォン・エスターライヒ＝テシェン (1897-1955)

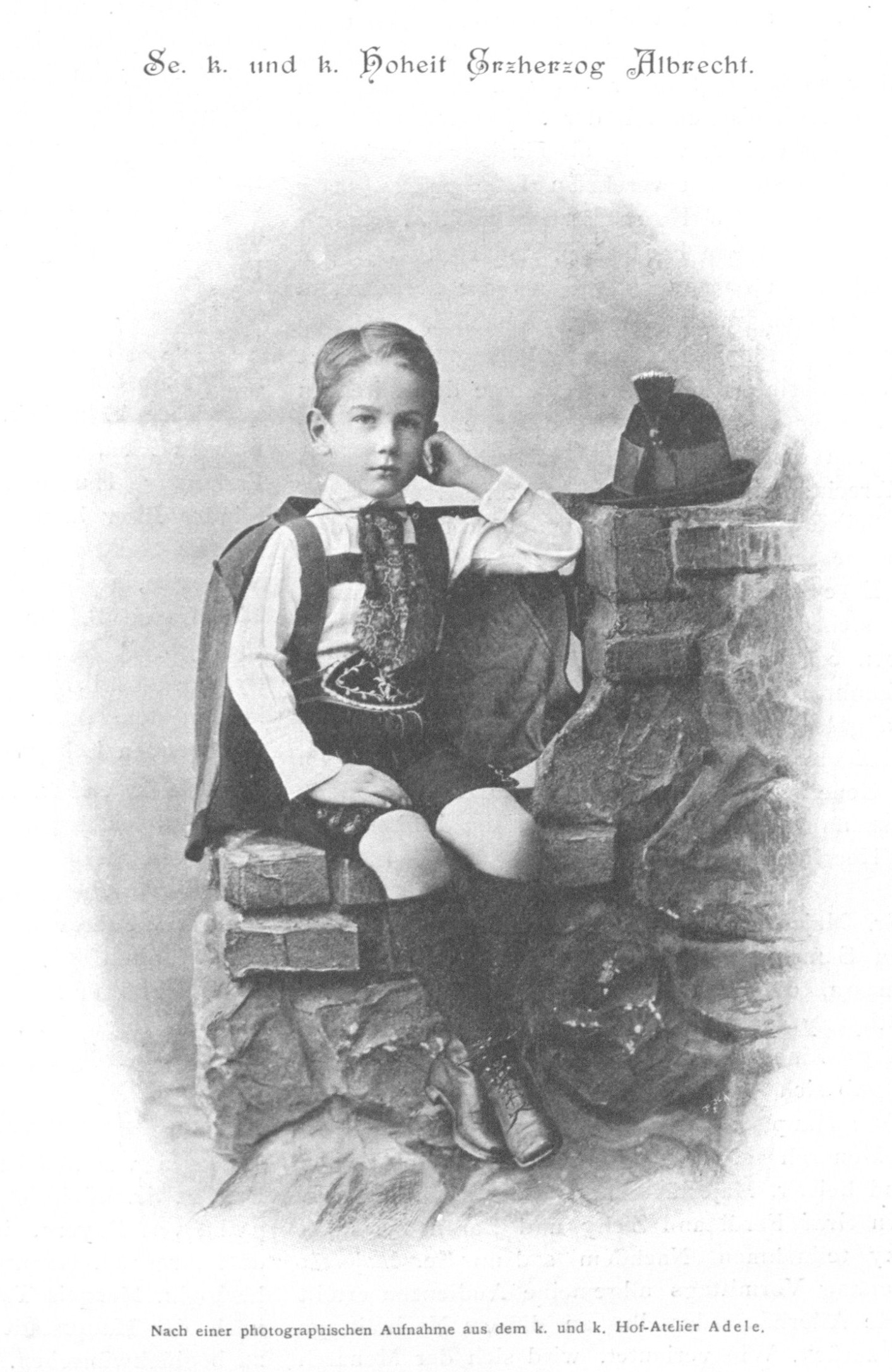
少年期のアルブレヒト、1903年撮影

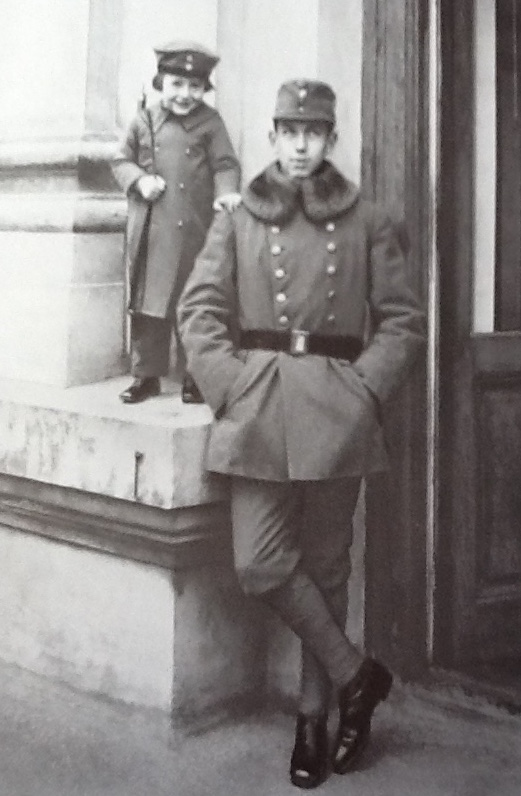
幼い親類の子と一緒に写るアルブレヒト、1917年又は1918年撮影、ウィーン

アルブレヒト（2世）・フォン・エスターライヒ＝テシェン（Albrecht(II.) Erzherzog von Österreich-Teschen, 1897年7月24日 - 1955年7月23日）は、オーストリア＝ハンガリー（二重帝国）の皇族・軍人、戦間期ハンガリー王国の大地主・政治家。ハンガリー国会上院議員を務めた。ハンガリー語名はアルベルト・フェレンツ（Habsburg–Tescheni Albert Ferenc）。ハプスブルク＝ロートリンゲン家の分家の一つテシェン公爵家最後の当主。

## 生涯

### 二重帝国時代
テシェン公爵家の当主フリードリヒ大公とその妻の公爵令嬢イザベラ・フォン・クロイの間の唯一の男子として、ウィーン郊外バーデンのヴァイルブルク城に生まれた。正式な洗礼名はアルブレヒト・フランツ・ヨーゼフ・カール・フリードリヒ・ゲオルク・フーベルト・マリア（Albrecht Franz Joseph Karl Friedrich Georg Hubert Maria）である。洗礼名は1895年に死去した大伯父アルブレヒト（1世）大公にちなむ。父は息子のいなかったこの大伯父から莫大な遺産を相続しており、そのおかげで一家はハプスブルク家の全成員の中で最も裕福だった。父は8人の女子が続いた後、9人目で待望の男子が生まれたことを神に感謝し、所領の一つアルベルトカーズメールプスタに奉献聖堂を建立した。大公夫妻は1880年代からプレスブルクのグラッシャルコヴィチ宮殿を賃借りして暮らしていたが、アルブレヒトが生まれた1897年に48万グルデンの巨費を投じてこの宮殿を購入した。グラッシャルコヴィチ宮殿は大公一家の数多くの子供たちが育った場所となり、1905年からは大公一家の正式な住まいとなった。
アルブレヒトは野心的な母イザベラによって、偉大な父に追いつくような軍人になるよう教育された。父は1914年に陸軍元帥となり、第一次世界大戦中は1917年まで二重帝国陸軍の最高軍司令官を務めていた。軍人としての教育を終えた後、1916年に見習士官として従軍し、陸軍少尉、陸軍中尉と順調に昇進した。従軍中の2年間はずっと前線に配置されていた。

### 戦間期
二重帝国と君主制の崩壊後、大公一家の有していた膨大な財産と所領は、新生国家チェコスロヴァキアと、元皇族に敵対的なハプスブルク法を制定した共和制オーストリアの両政府によって没収された。大公一家はやむなく自分たちの手許に残った所領ウンガリッシュ・アルテンブルクが帰属するハンガリーに移った。
アルブレヒトは当初進んでいた軍人の道を断念し、ウンガリッシュ・アルテンブルク高等農学校に通って農学士の学位を得た。上部ハンガリー（スロバキア）の首府プレスブルク育ちのアルブレヒトは、少年時代は同市のハンガリー人学校に通っており、言語環境的にもハンガリー人の中で育っていた。彼は自分をハンガリー人と認識しており、母方のクロイ家を通じて古いアールパード王朝の血筋を引いていることに誇りを持っていた。アルブレヒトは1945年までウンガリッシュ・アルテンブルクで大地主として生活した。ハンガリー・ソヴィエト共和国が崩壊して新たなハンガリー王国が成立した後、彼は政治に関わるようになった。アルブレヒトの主な関心事はトリアノン条約の修正問題だったが、それはハンガリーにより多くの領土が復帰し、それによって没収された大公一家の財産と所領の一部が取り戻せるかもしれないという希望的観測を持っていたためだった。アルブレヒトは母イザベラの発案により、1923年よりハンガリーの王位請求者として活動し始めた。しかし1931年、元皇太子オットー・フォン・ハプスブルクの抗議を受けて請求を取り下げた。
アルブレヒトは戦間期のハンガリー国会で上院議員の議席を与えられた。

### 第二次世界大戦期から戦後
アドルフ・ヒトラーがドイツの政権を獲得したことで、アルブレヒトはドイツの過激な右翼主義がハンガリーの政治体制をより右傾化させるのではないかと期待した。彼自身、1940年にイムレーディ・ベーラの設立した反ユダヤ的なハンガリー再生党に所属した。1940年8月、第二次ウィーン裁定によってトランシルヴァニアがルーマニア王国から切り離されてハンガリーに帰属することが決定すると、アルブレヒトはトランシルヴァニアを実効支配するハンガリー進駐軍に陸軍大佐の肩書で参加している。
第二次世界大戦中、アルブレヒトはブダペスト・エステルハージ通り24番地の邸宅で暮らし、1944年秋に矢十字党の政権掌握でハンガリーがナチス・ドイツの影響下に入った後も、それに異を唱えなかった。すでに1941年から、ナチ党の指示を受けてハンガリー国内の親ナチス勢力を糾合する任務に従事しており、ナチ党の情報提供者でもあったからである。しかし1944年末に赤軍が迫りブダペスト包囲戦が始まると、国外に脱出する。オーストリアに逃げた後、スペインを経由して南米アルゼンチンに落ち着いた。1955年にブエノスアイレスの居宅で死去し、遺体は荼毘に付されたあとオーストリア・ブルゲンラント州ハルプトゥルンの小教区聖堂に安置された。

## 私生活
アルブレヒトは生涯に3度結婚した。全ての婚姻がハプスブルク家家内法が定める配偶者の身分基準を満たさなかったため、テシェン公爵家の血統上の正統後継者は彼の代で途絶えた（傍系の従兄弟たちも結婚した者は同様の状況であった）。
最初にレルバッハ・イレーン・ドーラ（Lelbach Irén Dóra, 1897年 - 1985年）と結婚。イレーンは在英ハンガリー大使ルドナイ・ラヨシュ・ルドルフ（1883年 - 1944年）と1917年に最初の結婚をし、間に息子1人をもうけたあと離婚していた。2人は1930年8月16日にブライトンで結婚した。この結婚は家内法に照らせば貴賤結婚に当たるため、父フリードリヒ大公の憤激を買った。2人は1937年6月1日にブダペストで離婚した。子供はなかった。
2度目の妻はボチカイ・カタリン・ユリアンナ（Bocskay Katalin Julianna, 1909年 - 2000年）である。彼女とは1938年5月7日にセゲドで結婚（民事婚）した。アルブレヒトはこの時の結婚には教皇の認可を申請してこれを得た。1938年5月9日にパンノンハルマ大修道院で宗教婚を挙行し、修道院長ケレメン・クリゾストムが司式を務めた。最初の結婚が醜聞として取り沙汰された影響で、この婚礼に出席した賓客はわずかばかりだった。2人の間には娘が2人生まれた。長女シャロルタ（1940年 - 2020年）、次女イルディコ（1942年 - ）である。2人の娘は家長オットー・フォン・ハプスブルクにより、宮廷儀礼上はハプスブルク女伯を名乗ることが認可された。アルブレヒトは1951年亡命先のメキシコでカタリンと離婚した。
3度目の妻はリディア・ゲオルギーナ・シュトラウス＝デアナー（Lydia Georgina Strauss-Dörner, 1930年 - 1998年）である。2人は1951年にブエノスアイレスで結婚した。

## 引用・脚注
1. ↑  テシェン公爵家の始祖アルベルト・カジミールにその名をちなむアルベルトカーズメールプスタは、現在のオーストリアとハンガリーの国境に位置する。ウィーンとプレスブルクに接する立地条件の良さから、テシェン公爵家が最も開発を進めた荘園の一つとなった。大公夫妻がアルブレヒト誕生時にこの地に建立した奉献聖堂は、ウィーンのヴォティーフ教会と似通った歴史主義建築様式の教会堂で、ハンガリーの聖王イシュトヴァーン1世に捧げられていた。
2. ↑  Photo Habsburg, S. 13.
3. 1 2  Die Habsburger, Ein biographisches Lexikon, S. 47.
4. ↑  アルベルト・カジミール公爵が設立した学校である。
5. ↑  王国の成立時に一時国王に擁立されたヨーゼフ・アウグスト大公はハプスブルク＝ロートリンゲン家の別系統の分家（ハンガリー宮中伯家）の出身であるが、アルブレヒトの父方の祖母エリーザベト・フランツィスカ大公女は同家の出身で、ヨーゼフ・アウグストの伯母にあたる。
6. ↑  ハンガリー再生党（Magyar Megújulás Párt）は1940年から1944年にかけて存在した急進右翼政党。
7. 1 2 3 4  ティボル 2008, pp. 38.
8. ↑  Magyar életrajzi lexikon, Bd. III., S. 6.
9. ↑  法律家ルドナイ・ベーラ（ハンガリー語版）の長男。
10. ↑  in Arnold Mc Naughton: The Book of Kings: A Royal Genealogy, Bd. 1, S. 384.